# Al Di Meola
Al Laurence Di Meola (Jersey City, 22 juli 1954) is een Amerikaans fusiongitarist, opgegroeid en woonachtig in New Jersey. Hij maakte deel uit van Chick Corea's band Return to Forever en speelde samen met onder anderen Paco de Lucía, Herbie Hancock en Gonzalo Rubalcaba. Hij speelt voornamelijk akoestisch, maar altijd met plectrum. Hij siert zijn optredens regelmatig op met verschillende omlijstende showeffecten.
Al Di Meola heeft tientallen albums sinds de jaren 70 uitgebracht. In de Return to Forever band met Chick Corea speelde hij hoofdzakelijk elektrisch gitaar (Gibson) veel later een PRS tailor made.
Zijn trade mark is het snel soleren met door de rechterhand afgedempte snaren waardoor het geheel een zeer ritmisch karakter heeft.

## Biografie
Al Di Meola studeerde aan het Berklee College of Music in Boston. Al in 1972 speelde Di Meola in het kwintet van toetsenist Barry Miles en twee jaar later, op 19-jarige leeftijd, werd hij ontdekt door de pianist Chick Corea en werd hij opgenomen in zijn muziekgroep Return to Forever, waartoe naast Chick Corea, Stanley Clarke en Lenny White behoorden. Met hen toerde hij over de hele wereld. Samen met Return to Forever ontving hij in 1975 de Grammy Award voor de «beste jazz-vertolking van een band».
Het populaire tijdschrift Guitar Player kende hem de titel «Best New Talent» toe. In 1976 bracht hij zijn eerste soloalbum uit, dat een succes was. Tegelijkertijd was hij lid van het Go-project van Stomu Yamashta. Hij werd ook erkend door Guitar Player in 1977 als «Best Jazz Guitarist» en zijn tweede album als «Best Guitar LP». Hij was de jongste gitarist die deze prijzen ooit ontving. In het algemeen kreeg hij deze titel vier keer. Guitar Player maakte hem ook drie keer tot «Beste akoestische gitarist» en nam hem op in zijn Gallery of Greats in 1981, naast muzikanten als Leo Kottke en Andrés Segovia. In hetzelfde jaar was hij te gast op het legendarische concert van Frank Zappa op 17 november in het Ritz in New York. Het East Coast-concert, opgenomen door WLIR FM-radio, werd uitgezonden op de radio. In de jaren 1970 werd Di Meola ook beschouwd als 'de snelste gitarist ter wereld'.
In 1981 nam hij met gitaristen John McLaughlin en Paco de Lucía het beroemde livealbum Friday Night in San Francisco op, waarvan meer dan twee miljoen exemplaren werden verkocht. 1982 volgde het studioalbum Passion, Grace & Fire. In 1996 probeerde het briljante trio voort te bouwen op eerdere successen met The Trio, een ander studioalbum en een reünietournee. Met zijn formatie New World Sinfonia, waarin Peo Alfonsi de afgelopen jaren werd opgenomen, presenteerde hij ook wereldmuziekmateriaal. Aan het begin van de Golfoorlog in 1991 speelden Di Meola en de Israëlische muzikant David Broza voor Amerikaanse soldaten in Israël uit patriottische motivatie ("Ik wilde een oorlog meemaken").

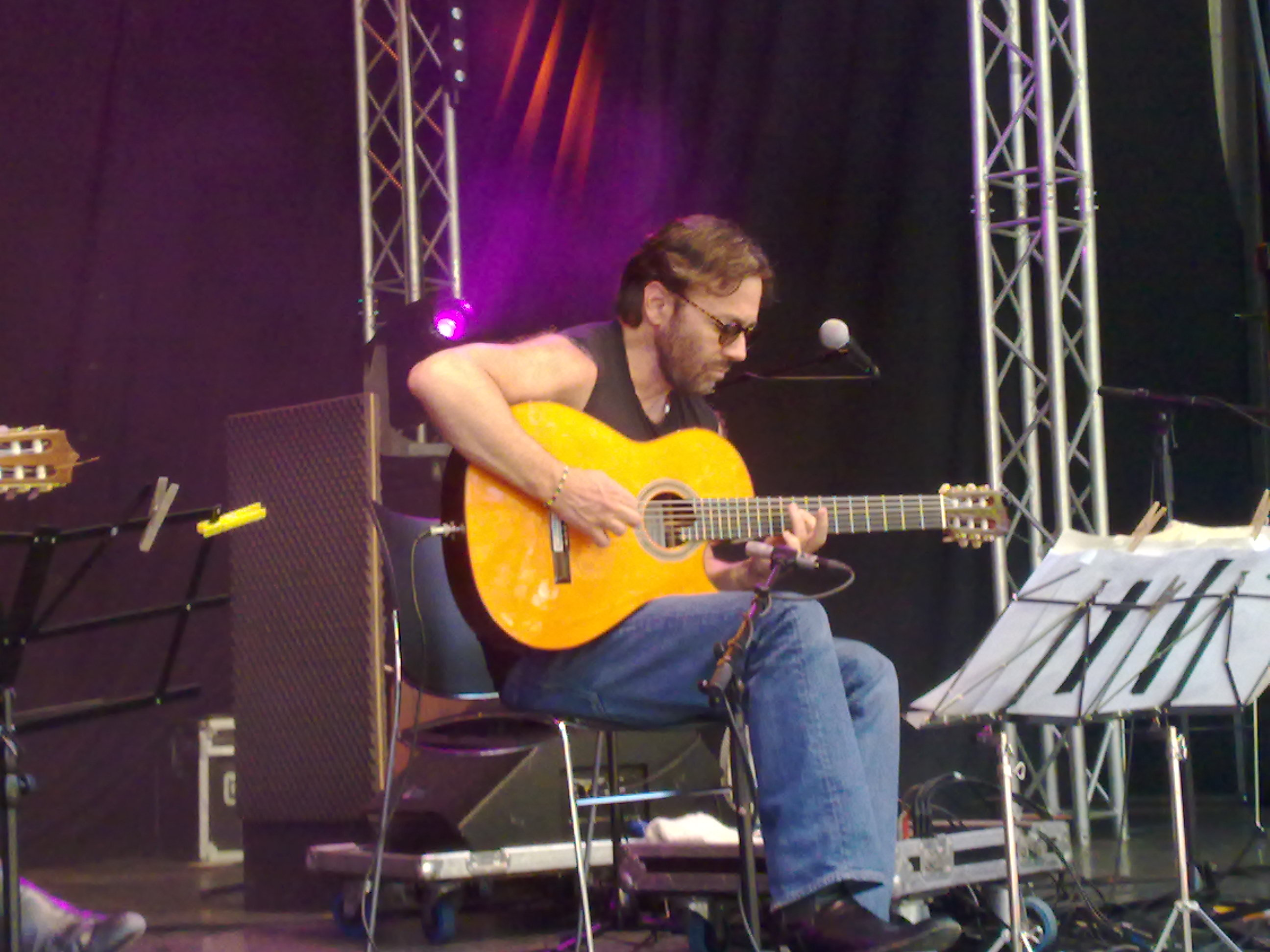
Al Di Meola op het Jazzfestival Middelburg-NL (24 mei 2010)

### Stijl en speltechniek
Al tijdens de eerste opnamen met Chick Corea kon je Meola's bijzonder hoge snelheid horen, die hij nog verder kon opvoeren. Het is opmerkelijk dat Di Meola altijd een zuivere toon hield en zijn snelheid niet haalt door hameren, zoals gebruikelijk is bij veel elektrische gitaristen. In plaats daarvan speelde hij eigenlijk elke noot met zijn rechterhand. Zijn spel werd echter alleen karakteristiek door het frequente gebruik van percussieve technieken (vooral gemakkelijk te horen in het nummer Elegant Gypsy Suite op het album Elegant Gypsy). Hij bevochtigde de snaren op de brug om een doffer geluid te produceren. In tegenstelling tot wat gebruikelijk is in rock, speelde hij niet alleen akkoorden op deze manier, die hij gedempt noemde, maar verbond hij de op deze manier gegenereerde tonen ook aan zijn solo-spel. Met snelle stijgingen in toonhoogte was hij in staat om een uniek geluidsbeeld te creëren waarin de boventonen met de toonhoogte toenamen. Melodieën met beknopte ritmen liet hij met dezelfde techniek en met behulp van een effectapparaat bijna door als een percussie-instrument gespeeld voorkomen.

## Discografie

### Albums
| Album met eventuele hitnotering(en) in de Nederlandse Album Top 100          | Datum van verschijnen | Datum van binnenkomst | Hoogste positie | Aantal weken | Opmerkingen |
| ---------------------------------------------------------------------------- | --------------------- | --------------------- | --------------- | ------------ | ----------- |
| Land of the Midnight Sun                                                     | 1976                  | -                     |                 |              |             |
| Elegant Gypsy                                                                | 1977                  | -                     |                 |              |             |
| Casino                                                                       | 1977                  | -                     |                 |              |             |
| Splendido Hotel                                                              | 1979                  | -                     |                 |              |             |
| Friday Night in San Francisco                                                | 1980                  | -                     |                 |              | Livealbum   |
| Electric Rendezvous                                                          | 1981                  | -                     |                 |              |             |
| Tour De Force                                                                | 1982                  | -                     |                 |              | Livealbum   |
| Scenario                                                                     | 1983                  | -                     |                 |              |             |
| Cielo e Terra                                                                | 1985                  | -                     |                 |              |             |
| Soaring Through a Dream                                                      | 1985                  | -                     |                 |              |             |
| Tirami Su                                                                    | 1987                  | -                     |                 |              |             |
| Kiss My Axe                                                                  | 1988                  | -                     |                 |              |             |
| DiMeola Plays Piazzolla                                                      | 1990                  | -                     |                 |              |             |
| World Sinfonia                                                               | 1990                  | -                     |                 |              |             |
| Heart of the Immigrants                                                      | 1993                  | -                     |                 |              |             |
| Orange and Blue                                                              | 1994                  | -                     |                 |              |             |
| The Infinite Desire                                                          | 1998                  | -                     |                 |              |             |
| Christmas: Winter Nights                                                     | 1999                  | -                     |                 |              |             |
| The Grande Passion: World Sinfonia                                           | 2000                  | -                     |                 |              |             |
| Flesh on Flesh                                                               | 2002                  | -                     |                 |              |             |
| Revisited                                                                    | 2003                  | -                     |                 |              |             |
| Consequence Of Chaos                                                         | 2006                  | -                     |                 |              |             |
| Diabolic Inventions and Seduction for Solo Guitar - Music of Astor Piazzolla | 2007                  | -                     |                 |              |             |
| World Sinfonia: Live in Milano - La Melodia                                  | 2008                  | -                     |                 |              | Livealbum   |
| World Sinfonia: Live from Seattle and Elsewhere                              | 2009                  | -                     |                 |              | Livealbum   |
| Pursuit of Radical Rhapsody                                                  | 2011                  | -                     |                 |              |             |

### Met andere muzikanten

#### Met Return to Forever
- 1974: Where Have I Known You Before
- 1975: No Mystery
- 1976: Romantic Warrior
- 2009: Returns

#### Met John Mclaughlin en Paco de Lucia
- 1981: Friday Night in San Francisco (live) (Philips Records)
- 1983: Passion Grace and Fire
- 1996: The Guitar Trio

#### Met Stomu Yamashta
- 1976: GO
- 1976: GO live from Paris
- 1977: Go Too

#### Verder
- 1995: met Aziza Mustafa Zadeh – Dance Of Fire
- 1995: met Stanley Clarke en Jean-Luc Ponty: Rite of Strings
- 2001: met Manuel Barrueco – Nylon & Steel
- 2005: Andrea Parodi: Midsummer Night In Sardinia – Armentos
- 2005: met Leonid Agutin : Cosmopolitan Life
- 2006: Al Di Meola & Friends – Vocal Rendezvous
- 2008: Al Di Meola & Eszter Horgas – He & Carmen (Live Concert)
- 2011: Morocco Fantasia
- met Leslie Mandoki – Soulmates
- met Leslie Mandoki – People in Room No 8

### Samplers
- 1990: Ritmo De La Noche – Best (1976–83), Label: Zounds, alle nummers digitaal geremasterd)
- 1992: The Best of Al Di Meola – The Manhattan Years
- 1999: Guitar Heroes Vol. 1 – Race With Devil (1976–98, Label: Zounds, alle nummers digitaal geremasterd)
- 2000: Anthology 2 cd's
- Acoustic Anthology
- Electric Anthology
- The Essence of Al Di Meola
- This is Jazz Nr. 31
- The Collection
- The Guitarist

## Videoalbums
- 1986/1993: Live At Montreux 1986 / 1993
- 1990: The Super Guitar Trio In Concert – Live 1990
- 1992: Al Di Meola (1992)
- 1994: Live At Montreux 1994
- 2004: One Of These Nights – 17. Mai 2004 in Ludwigsburg
- 2007: Speak a Volcano: Return to Electric Guitar (2007)
- 2008: Cosmopolitan Live (2008)
- ????: Friday Night In San Francisco